# Żanar Żanzunowa
Żanar Żanzunowa (kaz. Жанар Жанзұнова, trl. Žanar Žanzu̇nova; ur. 16 lipca 1985) – kazachska judoczka. Olimpijka z Pekinu 2008, gdzie zajęła dwudzieste miejsce w wadze średniej.
Uczestniczka mistrzostw świata w 2007 i 2008. Startowała w Pucharze Świata w 2008, 2010 i 2011. Wicemistrzyni Azji w 2007 i trzecia w 2008 roku.

## Letnie Igrzyska Olimpijskie 2008
| Konkurencja | Eliminacje          | Klas. końcowa |
| Konkurencja | Przeciwnik I        | Miejsce       |
| ----------- | ------------------- | ------------- |
| 70 kg       | Yuri Alvear (COL) P | 20.           |